# Gyorskorcsolya az 1998. évi téli olimpiai játékokon
Az 1998. évi téli olimpiai játékokon a gyorskorcsolya versenyszámait az M-wave pályán rendezték február 8. és 14. között. A férfiaknak és a nőknek egyaránt 5–5 versenyszámban osztottak érmeket.

## Részt vevő nemzetek
A versenyeken 25 nemzet 171 sportolója vett részt.
- Ausztria (AUT) (4)
- Belgium (BEL) (1)
- Egyesült Államok (USA) (14)
- Fehéroroszország (BLR) (4)
- Finnország (FIN) (1)
- Franciaország (FRA) (1)
- Hollandia (NED) (16)
- Japán (JPN) (18)
- Kanada (CAN) (17)
- Kazahsztán (KAZ) (7)
- Kína (CHN) (12)
- Dél-Korea (KOR) (13)
- Észak-Korea (PRK) (2)
- Lengyelország (POL) (3)
- Lettország (LAT) (1)
- Magyarország (HUN) (2 – 1 férfi, 1 nő)
- Németország (GER) (14)
- Norvégia (NOR) (10)
- Olaszország (ITA) (4)
- Oroszország (RUS) (18)
- Portugália (POR) (1)
- Románia (ROU) (2)
- Svájc (SUI) (1)
- Új-Zéland (NZL) (1)
- Ukrajna (UKR) (4)

## Éremtáblázat
(A rendező nemzet csapata eltérő háttérszínnel, az egyes számoszlopok legmagasabb értéke, vagy értékei vastagítással kiemelve.)
| Az 1998. évi téli olimpiai játékok éremtáblázata gyorskorcsolyában | Az 1998. évi téli olimpiai játékok éremtáblázata gyorskorcsolyában | Az 1998. évi téli olimpiai játékok éremtáblázata gyorskorcsolyában | Az 1998. évi téli olimpiai játékok éremtáblázata gyorskorcsolyában | Az 1998. évi téli olimpiai játékok éremtáblázata gyorskorcsolyában | Olimpia  |
| ------------------------------------------------------------------ | ------------------------------------------------------------------ | ------------------------------------------------------------------ | ------------------------------------------------------------------ | ------------------------------------------------------------------ | -------- |
|                                                                    | Ország                                                             | Arany                                                              | Ezüst                                                              | Bronz                                                              | Összesen |
| 1.                                                                 | Hollandia (NED)                                                    | 5                                                                  | 4                                                                  | 2                                                                  | 11       |
| 2.                                                                 | Németország (GER)                                                  | 2                                                                  | 3                                                                  | 1                                                                  | 6        |
| 3.                                                                 | Kanada (CAN)                                                       | 1                                                                  | 2                                                                  | 2                                                                  | 5        |
| 4.                                                                 | Japán (JPN)                                                        | 1                                                                  | 0                                                                  | 2                                                                  | 3        |
| 5.                                                                 | Norvégia (NOR)                                                     | 1                                                                  | 0                                                                  | 0                                                                  | 1        |
|                                                                    |                                                                    |                                                                    |                                                                    |                                                                    |          |
| 6.                                                                 | Egyesült Államok (USA)                                             | 0                                                                  | 1                                                                  | 1                                                                  | 2        |
|                                                                    |                                                                    |                                                                    |                                                                    |                                                                    |          |
| 7.                                                                 | Belgium (BEL)                                                      | 0                                                                  | 0                                                                  | 1                                                                  | 1        |
| 7.                                                                 | Kazahsztán (KAZ)                                                   | 0                                                                  | 0                                                                  | 1                                                                  | 1        |
|                                                                    |                                                                    |                                                                    |                                                                    |                                                                    |          |
| Összesen                                                           | Összesen                                                           | 10                                                                 | 10                                                                 | 10                                                                 | 30       |

## Érmesek
A rövidítések jelentése a következő:
- WR: világrekord
- OR: olimpiai rekord

### Férfi
| Az 1998. évi téli olimpiai játékok érmesei férfi gyorskorcsolyában |                                |             |                                   |          |                                 |          |
| Versenyszám                                                        | Arany                          | Arany       | Ezüst                             | Ezüst    | Bronz                           | Bronz    |
| 500 m                                                              | Simizu Hirojaszu · Japán (JPN) | 71,35 OR    | Jeremy Wotherspoon · Kanada (CAN) | 71,84    | Kevin Overland · Kanada (CAN)   | 71,86    |
| 1000 m                                                             | Ids Postma · Hollandia (NED)   | 1:10,64 OR  | Jan Bos · Hollandia (NED)         | 1:10,71  | Simizu Hirojaszu · Japán (JPN)  | 1:11,00  |
| 1500 m                                                             | Ådne Søndrål · Norvégia (NOR)  | 1:47,87 WR  | Ids Postma · Hollandia (NED)      | 1:48,13  | Rintje Ritsma · Hollandia (NED) | 1:48,52  |
| 5000 m                                                             | Gianni Romme · Hollandia (NED) | 6:22,20 WR  | Rintje Ritsma · Hollandia (NED)   | 6:28,24  | Bart Veldkamp · Belgium (BEL)   | 6:28,31  |
| 10 000 m                                                           | Gianni Romme · Hollandia (NED) | 13:15,33 WR | Bob de Jong · Hollandia (NED)     | 13:25,76 | Ritje Ritsma · Hollandia (NED)  | 13:28,19 |

### Női
| Az 1998. évi téli olimpiai játékok érmesei női gyorskorcsolyában |                                              |            |                                              |         |                                            |         |
| Versenyszám                                                      | Arany                                        | Arany      | Ezüst                                        | Ezüst   | Bronz                                      | Bronz   |
| 500 m                                                            | Catriona Le May Doan · Kanada (CAN)          | 76,60 OR   | Susan Auch · Kanada (CAN)                    | 76,93   | Okazaki Tomomi · Japán (JPN)               | 77,10   |
| 1000 m                                                           | Marianne Timmer · Hollandia (NED)            | 1:16,51 OR | Chris Witty · Egyesült Államok (USA)         | 1:16,79 | Catriona Le May Doan · Kanada (CAN)        | 1:17,37 |
| 1500 m                                                           | Marianne Timmer · Hollandia (NED)            | 1:57,58 WR | Gunda Niemann-Stirnemann · Németország (GER) | 1:58,66 | Chris Witty · Egyesült Államok (USA)       | 1:58,97 |
| 3000 m                                                           | Gunda Niemann-Stirnemann · Németország (GER) | 4:07,29 OR | Claudia Pechstein · Németország (GER)        | 4:08,47 | Anni Friesinger-Postma · Németország (GER) | 4:09,44 |
| 5000 m                                                           | Claudia Pechstein · Németország (GER)        | 6:59,61 WR | Gunda Niemann-Stirnemann · Németország (GER) | 6:59,65 | Ljudmila Prokasova · Kazahsztán (KAZ)      | 7:11,14 |